# Scaphiella agocena
Scaphiella agocena är en spindelart som beskrevs av Arthur M. Chickering 1968. Scaphiella agocena ingår i släktet Scaphiella och familjen dansspindlar.
Artens utbredningsområde är Curaçao. Inga underarter finns listade i Catalogue of Life.